# Visilizumab
Visilizumab (tên thương mại dự kiến Nuvion, PDL BioPharma Inc.) là một kháng thể đơn dòng được nhân hóa. Nó đang được điều tra để sử dụng như một loại thuốc ức chế miễn dịch ở những bệnh nhân bị viêm loét đại tràng và bệnh Crohn. Visilizumab liên kết với thụ thể CD3 trên một số tế bào T được kích hoạt mà không ảnh hưởng đến các tế bào T đang nghỉ ngơi. Nó hiện đang được nghiên cứu lâm sàng để điều trị viêm loét đại tràng và bệnh Crohn.
PDL BioPharma, Inc. đã hủy sản xuất visilizumab sau các thử nghiệm lâm sàng giai đoạn II/III, vì lý do không hiệu quả và hồ sơ an toàn kém so với các thuốc khác trên thị trường là lý do chính. Tuy nhiên, các thử nghiệm lâm sàng tiếp tục đối với các bệnh khác nhau như đa u tủy  và đái tháo đường týp 1  Tính đến  tháng 7 năm 2009.
Visilizumab cũng đã được đánh dấu phóng xạ bằng tecneti-99m để chụp ảnh tế bào T.